# Frabosa Soprana
Frabosa Soprana är en ort och kommun i provinsen Cuneo i regionen Piemonte i Italien. Kommunen hade 752 invånare (2018).